# Departamento de Totonicapán
Departamento de Totonicapán är ett departement i Guatemala. Det ligger i den västra delen av landet, 100 km väster om huvudstaden Guatemala City. Antalet invånare är 339 254. Arean är 1 061 kvadratkilometer.
Terrängen i Departamento de Totonicapán är kuperad åt nordväst, men åt sydost är den bergig.
Departamento de Totonicapán delas in i:

1. Municipio de Totonicapán
2. Municipio de Santa María Chiquimula
3. Municipio de Santa Lucía La Reforma
4. Municipio de San Francisco El Alto
5. Municipio de San Cristóbal Totonicapán
6. Municipio de San Bartolo
7. Municipio de San Andrés Xecul
8. Municipio de Momostenango

Följande samhällen finns i Departamento de Totonicapán:

- San Francisco El Alto
- San Cristóbal Totonicapán
- Santa Lucía La Reforma
- San Bartolo